# Dolores Hidalgo

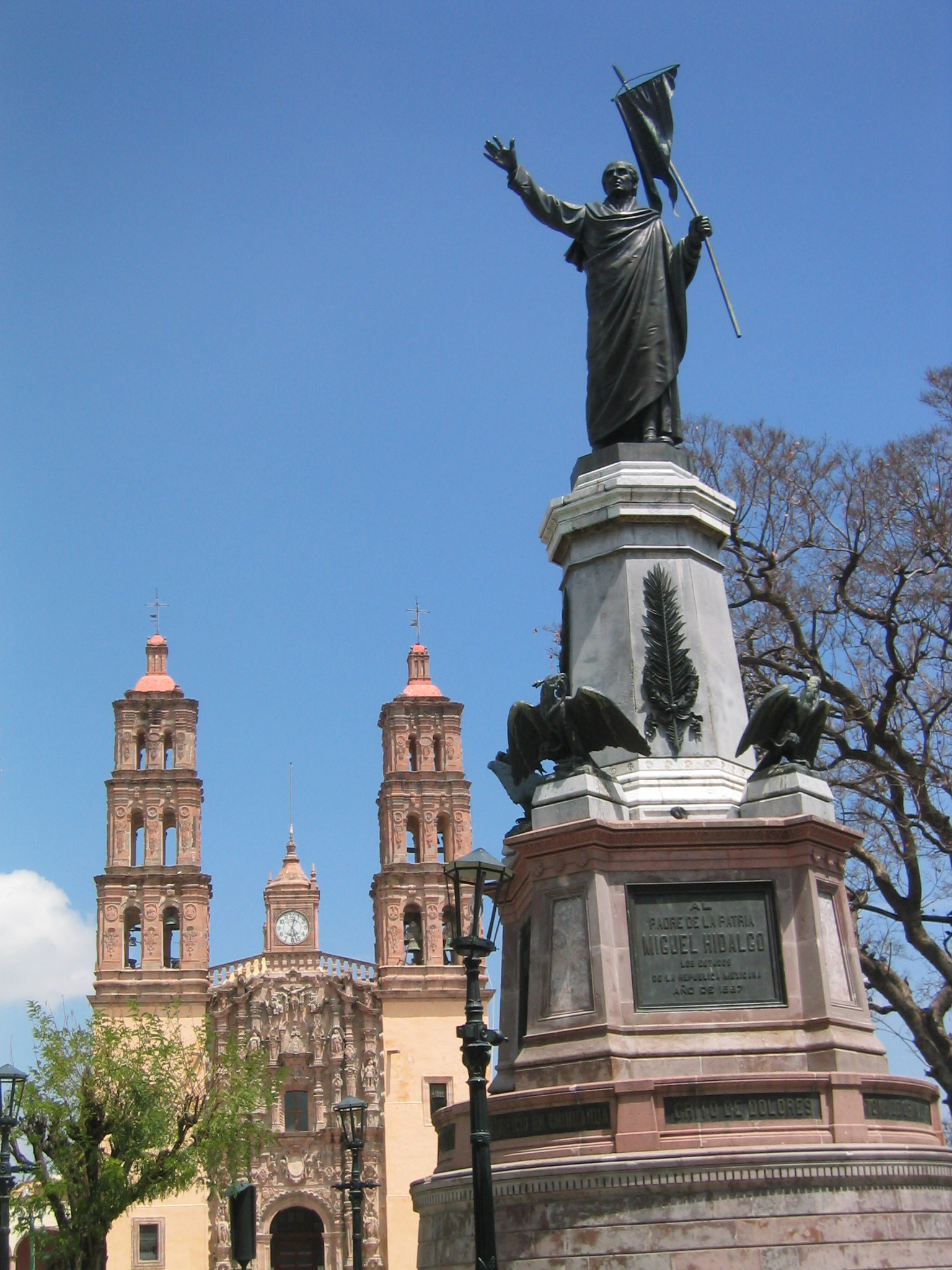
Église et statue d'Hidalgo

Pour les articles homonymes, voir Dolores.
Dolores Hidalgo (en espagnol : [do'lores i'ðalɣo] ) ; en entier, Dolores Hidalgo Cuna de la Independencia Nacional (en français Dolores Hidalgo, lieu de naissance de l'indépendance nationale) est le nom d'une ville et municipalité de la partie centre-nord de l'État mexicain de Guanajuato.
Avant l'arrivée des Espagnols, la ville est appelée Comacoran, mot guamare dont la signification est lugar donde se cazan tórtolas,.
Elle se trouve à une altitude d'environ 1 980 mètres au-dessus du niveau de la mer. Lors du recensement de 2005, la ville comptait 54 843 habitants, tandis que la municipalité comptait 134 641 habitants. La ville se trouve directement au centre de la municipalité, qui a une superficie de 1 590 km² et comprend de nombreuses petites communautés périphériques, dont la plus grande est Río Laja.
Dolores Hidalgo a été nommée Pueblo Mágico (Magic Town) en 2002

## Histoire
Cette petite ville gagne son nom de Dolores lorsque Miguel Hidalgo y Costilla y pousse son appel à l'indépendance du Mexique (le Grito de Dolores) le 16 septembre 1810, devant l'église paroissiale Nuestra Señora de los Dolores. Après l'indépendance du Mexique, la ville a été rebaptisée Dolores Hidalgo en son honneur.
Aujourd'hui, Dolores Hidalgo est principalement connue pour son industrie de la céramique, lancée par le père Hidalgo, qui fournit des revenus à plus de la moitié de la population de la ville.
Dolores Hidalgo est un lieu de pèlerinage pour les fans de ranchera et de musique populaire qui se retrouvent devant la tombe de José Alfredo Jiménez, l'un des chanteurs et auteurs-compositeurs les plus aimés du pays, ainsi que l'un des auteurs-compositeurs populaires les plus prolifiques de l'histoire de la musique occidentale. Il est inhumé au cimetière de la commune.

## Personnalités notables
- Adolfo "El Bofo" Bautista, footballeur
- José Alfredo Jiménez, chanteur mexicain
- Leonel Manzano, olympien américain

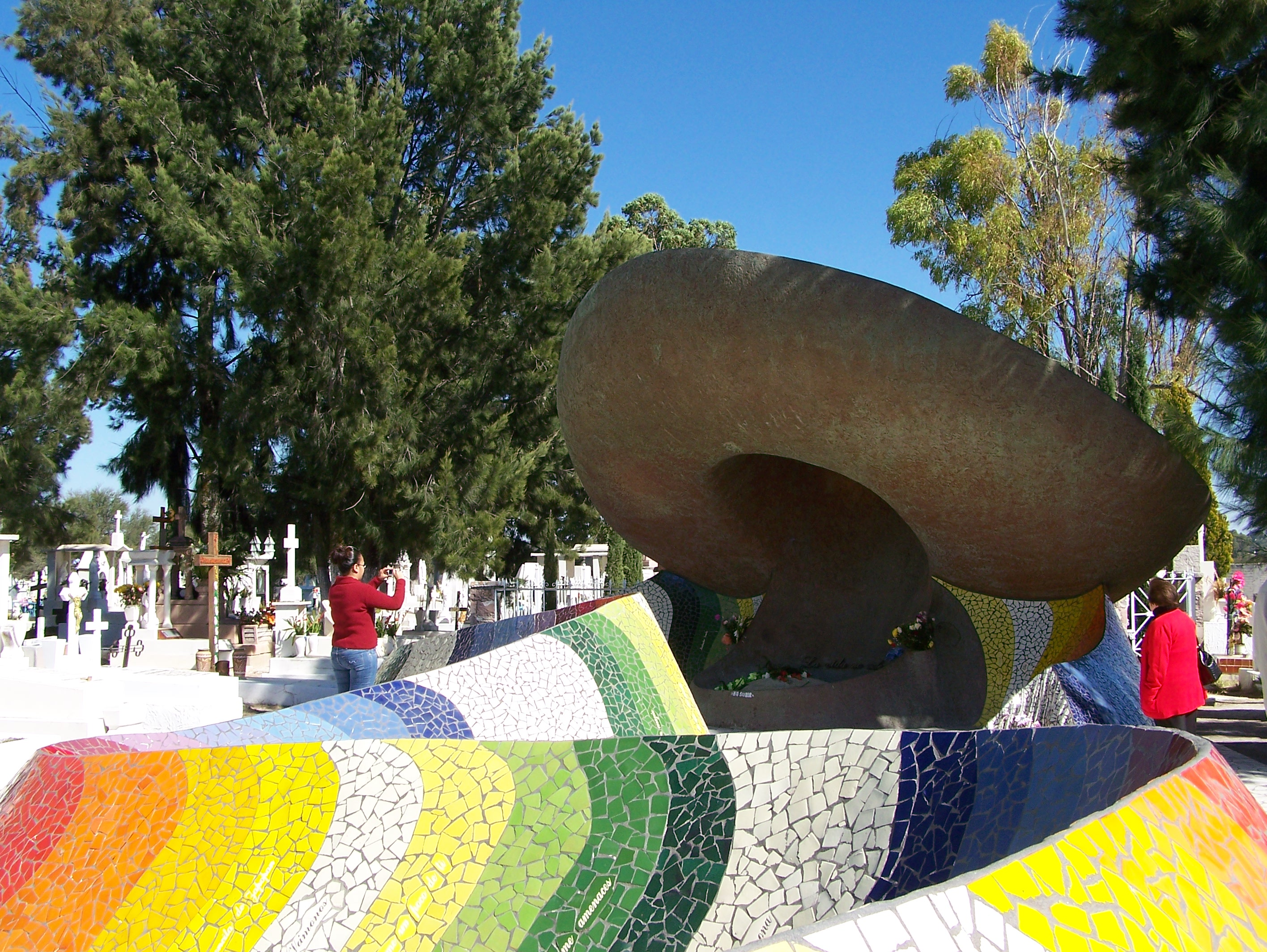
Tombeau de José Alfredo Jiménez